# My Culture
"My Culture" é uma canção escrita por Duncan Bridgeman, Jamie Catto, Maxi Jazz e Robbie Williams, lançada como primeiro single do álbum de estreia de 1 Giant Leap, no seu álbum homónimo. Teve a participação de Robbie Williams e de Maxi Jazz.

## Paradas
| Parada (2002)                    | Posições |
| -------------------------------- | -------- |
| Austrália - ARIA Charts          | 30       |
| Bélgica - Ultratop 50 (Flandres) | 50       |
| Países Baixos - Acharts.us       | 42       |
| Alemanha - Media Control Charts  | 69       |
| Irlanda - IRMA                   | 24       |
| Irlanda - IRMA                   | 16       |
| Nova Zelândia - RIANZ            | 26       |
| Roménia - Romanian Top 100       | 62       |
| Suíça - Schweizer Hitparade      | 51       |
| Reino Unido - UK Singles Chart   | 9        |